# Kanton Migné-Auxances
Der Kanton Migné-Auxances ist seit 2015 ein französischer Wahlkreis im Arrondissement Poitiers im Département Vienne in der Region Nouvelle-Aquitaine; sein Hauptort ist Migné-Auxances.

## Gemeinden
Der Kanton besteht aus 15 Gemeinden mit insgesamt 25.828 Einwohnern (Stand: 1. Januar 2022) auf einer Gesamtfläche von 269,04 km²:
| Gemeinde               | Einwohner 1. Januar 2022 | Fläche km² | Dichte Einw./km² | Code INSEE | Postleitzahl |
| ---------------------- | ------------------------ | ---------- | ---------------- | ---------- | ------------ |
| Amberre                | 565                      | 15,63      | 36               | 86002      | 86110        |
| Avanton                | 2.227                    | 10,80      | 206              | 86016      | 86170        |
| Champigny en Rochereau | 1.890                    | 33,24      | 57               | 86053      | 86170        |
| Cherves                | 516                      | 25,81      | 20               | 86073      | 86170        |
| Cissé                  | 2.875                    | 16,92      | 170              | 86076      | 86170        |
| Cuhon                  | 389                      | 16,34      | 24               | 86089      | 86110        |
| Maisonneuve            | 324                      | 8,97       | 36               | 86144      | 86170        |
| Massognes              | 271                      | 13,59      | 20               | 86150      | 86170        |
| Migné-Auxances         | 6.276                    | 28,96      | 217              | 86158      | 86440        |
| Mirebeau               | 2.144                    | 13,84      | 155              | 86160      | 86110        |
| Neuville-de-Poitou     | 5.465                    | 17,06      | 320              | 86177      | 86170        |
| Thurageau              | 732                      | 35,29      | 21               | 86271      | 86110        |
| Villiers               | 955                      | 10,87      | 88               | 86292      | 86190        |
| Vouzailles             | 563                      | 15,77      | 36               | 86299      | 86170        |
| Yversay                | 636                      | 5,95       | 107              | 86300      | 86170        |
| Kanton Migné-Auxances  | 25.828                   | 269,04     | 96               | 8611       | –            |

## Veränderungen im Gemeindebestand seit der landesweiten Neuordnung der Kantone
2019:
- Fusion Saint Martin la Pallu und Varennes → Saint Martin la Pallu

2017: 
- Fusion Champigny-le-Sec und Le Rochereau (Kanton Vouneuil-sous-Biard) → Champigny en Rochereau
- Fusion Blaslay, Charrais, Cheneché und Vendeuvre-du-Poitou (Kanton Jaunay-Clan) → Saint Martin la Pallu